# Tržić Tounjski
Tržić Tounjski is een plaats in de gemeente Tounj in de Kroatische provincie Karlovac. De plaats telt 20 inwoners (2001).